# 日本手語語系
日本手語系（日语：日本手話語族）屬於手語類的語系。日本手語系包含日本手語、韓國手語、台灣手語等三種，而這三種手語之間的溝通並不困難。

## 歷史
於1878年最初創建在京都的學校。接下来的几年里，东京也出现了为聋人儿童提供教育大型公立学校。最开始京都聋人学校和东京聋人学校教授的手语不一样，直到1908年一次听力受损青少年教育研讨会上，两地手语才得到标准化、规范化。此次研讨会可视作日本手语语系的创始。
日本手语对韩国手语和台湾手语的影响主要源自朝鮮日治時期和台灣日治時期。在此期間，日本帝國在外地（殖民地）建立了为听力缺陷的儿童提供教育的学校，并自內地（日本本土）的同种学校提供教育资源。据《民族语》，朝鲜在日韓合併之前，于1889年就已经开始使用手语，并于1908年进入学校。台湾手语发明于1895年，即两所聋人学校分别建立于台湾南北之时。

## 功能标记
日本手语、韩国手语和台湾手语间的沟通并不困难。台湾手语与日本手语共享60%的词汇，也有许多相同的语法特征。韩国手语的情况与之类似。
日本手语语系拥有独特的语法特征和功能标记，因而语系内的成员间可以比较轻松地互通。例如为词汇标性的方法，竖起大拇指的为阳性，竖起小拇指的为阴性。
与其他手语一样，非手势的标记用于表示词汇、句法、情感功能等。如举眉、皱眉、摇头、点头、躯干侧倾等。

## 日本、韩国和台湾的其他手语
先天性耳聋高发、历史上与日本本土的交流比较少的地区也形成了自己的乡村手语：
- 奄美大岛手语，于日本奄美大岛
- 宫洼手语，于日本爱媛县越智郡宫洼町。

## 脚注
1. ↑  Hammarström, Harald; Forkel, Robert; Haspelmath, Martin; Bank, Sebastian (编). . . Jena: Max Planck Institute for the Science of Human History. 2016.
2. ↑   Fischer, "Variation," p. 501., p. 501, at Google Books
3. ↑  Hall, Percival. . American Annals of the Deaf. 1905, 50: 304–308  [2022-01-10]. （原始内容存档于2022-01-10） –JSTOR.
4. ↑  . Japanese Sign Language & アメリカ手話.   [2020-10-10]. （原始内容存档于2022-01-10） （美国英语）.
5. ↑  . owlcation.com.   [2020-10-10]. （原始内容存档于2022-01-10）.
6. ↑  Fischer, "Variation," p. 501載於Google圖書
7. ↑  Fischer, Susan D. (2008). "Sign Languages East and West" in Unity and Diversity of Languages, pp. 6–15載於Google圖書
8. ↑  Fischer, "Variation," p. 513載於Google圖書
9. ↑  Fischer, "Variation," p. 507載於Google圖書